# Partículas chinas
Las partículas chinas (en chino tradicional, 助詞; en chino simplificado, 助词; pinyin, zhùcí) son partículas gramaticales en el idioma chino que eluden la clasificación en una categoría tradicional. Son palabras de función que no tienen mucho significado semántico sino sirven para un propósito gramatical.
Se utilizan las partículas tanto en chino clásico como en mandarín estándar moderno. Generalmente toman el tono neutro.

## Ejemplos del mandarín estándar
| Categoría anterior     | Frase de ejemplo                                                                                      | Traducción                                                                                            |
| ---------------------- | --- | --- |
| ba吧                   | Indica una sugerencia, suaviza el tono de la expresión.                                               | Indica una sugerencia, suaviza el tono de la expresión.                                               |
| Verbo                  | Wǒmen zǒu ba. 我们走吧。                                                                              | Vámonos.                                                                                              |
| de的                   | Marca de posesión, descripción o relativización.                                                      | Marca de posesión, descripción o relativización.                                                      |
| Nombre o pronombre     | Zhāngsān de chē 张三的车                                                                              | El coche de Zhang San                                                                                 |
| Adjetivo               | Piàoliang de nǚhái 漂亮的女孩                                                                         | Niña linda                                                                                            |
| Oración subordinada    | Tiàowǔ de nǚhái 跳舞的女孩                                                                            | La niña que baila                                                                                     |
| děng等                 | Quiere decir «etcétera». Se usa al final de una lista.                                                | Quiere decir «etcétera». Se usa al final de una lista.                                                |
| Sustantivo(s)          | Shāngpǐn yǒu diànnǎo, shǒujī, yídòng yìngpán děng (děng). 商品有电脑，手机，移动硬盘等(等)。          | Los productos incluyen ordenadores, móviles, discos duros portátiles, etc.                            |
| gè个/個                | Clasificador general. Hay una gran variedad de clasificadores en chino pero éste es el más utilizado. | Clasificador general. Hay una gran variedad de clasificadores en chino pero éste es el más utilizado. |
| Número                 | Yī gè xiāngjiāo 一个香蕉                                                                              | Un plátano                                                                                            |
| Número                 | Yī xiē xiāngjiāo 一些香蕉                                                                             | Unos plátanos                                                                                         |
| hái还/還               | Quiere decir «aún» o «además».                                                                        | Quiere decir «aún» o «además».                                                                        |
| Verbo (posterior)      | Wǒmen hái yǒu wèixīng píndào! 我们还有卫星频道！                                                      | ¡También tenemos canales por satélite!                                                                |
| Verbo (posterior)      | Tā hái zài shuìjiào ne. 他还在睡觉呢。                                                                | Él todavía está durmiendo.                                                                            |
| hé和                   | Quiere decir «y» o «con».                                                                             | Quiere decir «y» o «con».                                                                             |
| Sustantivo             | Zhāng Sān hé Lǐ Sì shì wǒmen zuì cōngmíng de xuéshēng. 张三和李四是我们最聪明的学生。                 | Zhang San y Li Si son nuestros alumnos más inteligentes.                                              |
| kě可                   | Quiere decir «capaz».                                                                                 | Quiere decir «capaz».                                                                                 |
| Verbo (posterior)      | Nǐ kěyǐ huí jiāle. 你可以回家了。                                                                     | Puedes volver a casa.                                                                                 |
| Verbo (posterior)      | Kěài 可愛                                                                                             | Bonito (lit. «capaz de ser amado»)                                                                    |
| le了                   | Denota que el evento ya ha sucedido; parecido al pretérito del español.                               | Denota que el evento ya ha sucedido; parecido al pretérito del español.                               |
| Verbo                  | Tā zŏu le. 他走了。                                                                                   | Él salió.                                                                                             |
| ma吗/嗎                | Marca de oración interrogativa.                                                                       | Marca de oración interrogativa.                                                                       |
| Pregunta               | Nǐ jiǎng pǔtōnghuà ma? 你讲普通话吗？                                                                 | ¿Hablas mandarín?                                                                                     |
| shì是                  | Quiere decir «ser».                                                                                   | Quiere decir «ser».                                                                                   |
| Sustantivo             | Zhège nǚhái shì měiguó rén. 这个女孩是美国人。                                                        | Esta chica es estadounidense.                                                                         |
| yě也                   | Quiere decir «también».                                                                               | Quiere decir «también».                                                                               |
| Sustantivo             | Wǒ yě shì xuéshēng. 我也是学生。                                                                      | Yo soy estudiante también.                                                                            |
| zhe着/著               | Marca del aspecto continuo.                                                                           | Marca del aspecto continuo.                                                                           |
| Verbo                  | Tā shuìzhejiào shí yǒurén qiāomén. 他睡着觉时有人敲门。                                               | Alguien golpeó la puerta cuando él estaba durmiendo.                                                  |
| zhǐ只                  | Quiere decir «sólo».                                                                                  | Quiere decir «sólo».                                                                                  |
| Sustantivo (posterior) | Zhǐyǒu chéngrén kěyǐ rù nèi. 只有成人可以入内。                                                       | Sólo los adultos pueden entrar.                                                                       |